# Liste von Kunstwerken im öffentlichen Raum in Schermbeck
Die Liste von Kunstwerken im öffentlichen Raum in Schermbeck gibt einen Überblick über Kunst im öffentlichen Raum, unter anderem Skulpturen, Plastiken, Landmarken und andere Kunstwerke in Schermbeck, Kreis Wesel. Es besteht kein Anspruch auf Vollständigkeit.

## Kunstwerke in Schermbeck
| Bezeichnung                       | Standort                                  | Koordinate                      | errichtet   | Künstler       | Anmerkungen | Bild |
| --------------------------------- | ----------------------------------------- | ------------------------------- | ----------- | -------------- | --- | ---- |
| Berliner Mauer mit Nelson Mandela | Gesamtschule Schermbeck, Schlossstraße 20 | 51° 41′ 46,1″ N, 6° 52′ 34,3″ O | 2014        | Victor Landeta | Stück Berliner Mauer, Sprühlack |      |
| Ehrenmal am Rathaus               | Am neuen Rathaus, Weseler Straße 2        | 51° 41′ 29,5″ N, 6° 52′ 4,6″ O  |             |                | Steinernes Ehrenmal mit brüllenden Löwen am neuen Rathaus. Zweimal im Jahr, am Volkstrauertag und zum Killian-Schützenfest, kommt die Bevölkerung zusammen und gedenkt der Opfer beider Weltkriege. |      |
| Brunnen zur Stadtgeschichte       | Lichtenhagen / Mittelstraße               | 51° 41′ 29,8″ N, 6° 52′ 6,5″ O  |             |                | Dorfbrunnen mit Motiven aus der Stadtgeschichte. |      |
| Ehrenmal Altschermbeck            | Mittelstraße / Alte Dorstener Str.        | 51° 41′ 40,9″ N, 6° 52′ 34,3″ O | 1953        |                | Das Ehrenmal mit Georgstatue ersetzte das verwitterte Altschermbecker Ehrenmal von 1929. Zu beiden Seiten stehen die Namen der Gefallenen des I. und Zweiten Weltkrieges. Davor zwei Bänke mit jeweils zwei steinernen Löwen, von denen der männliche die Pfote ans Ohr hält und der weibliche entspannt in die Luft blickt. |      |
| Töpfer                            | Mittelstraße, Vor der Volksbank           | 51° 41′ 35,9″ N, 6° 52′ 19,3″ O |             |                | Der „Pottbäcker“ erinnert an das einstige Töpferdorf Schermbeck. Nach 1900 endete jedoch durch industriell hergestellte Massenware die Blütezeit des Schermbecker Steinguts. |      |
| Ziegelbäcker                      | Mittelstraße, Vor der Sparkasse           | 51° 41′ 39,6″ N, 6° 52′ 24,1″ O |             |                | Mit Ende der Töpferei spezialisierten sich die Schermbecker auf Ziegel- und Dachpfannenherstellung. Die Schermbecker Tondachziegel sind heute noch überregional bekannt. Heute werden sie durch das Ziegelwerk Nelskamp vertrieben.                                                                                          |      |
| Ehrenmal Gahlen                   | Kirchstraße 93 / Bruchstraße              | 51° 39′ 56,1″ N, 6° 52′ 24,6″ O | 1922 / 1953 |                | Ehrenmal mit Adler. Der Schriftzug „Es starben für das Vaterland“ erinnert an die Toten des Ersten Weltkrieges. 1953 wurde es erweitert, den 153 Toten des Zweiten Weltkrieges zu gemahnen. |      |
| Ehrenmal am Voshövel              | Weseler Wald / Am Voshövel                | 51° 43′ 0,8″ N, 6° 43′ 20,6″ O  | 1929 / 1961 |                | Ehrenmal aus gemauerten Feldsteinen mit Soldatenrelief auf Bronzetafel. Inschrift: „Wer den Tod im heil’gen Kampfe fand, ruht auch in fremder Erde im Vaterland“. |      |